# Гугля

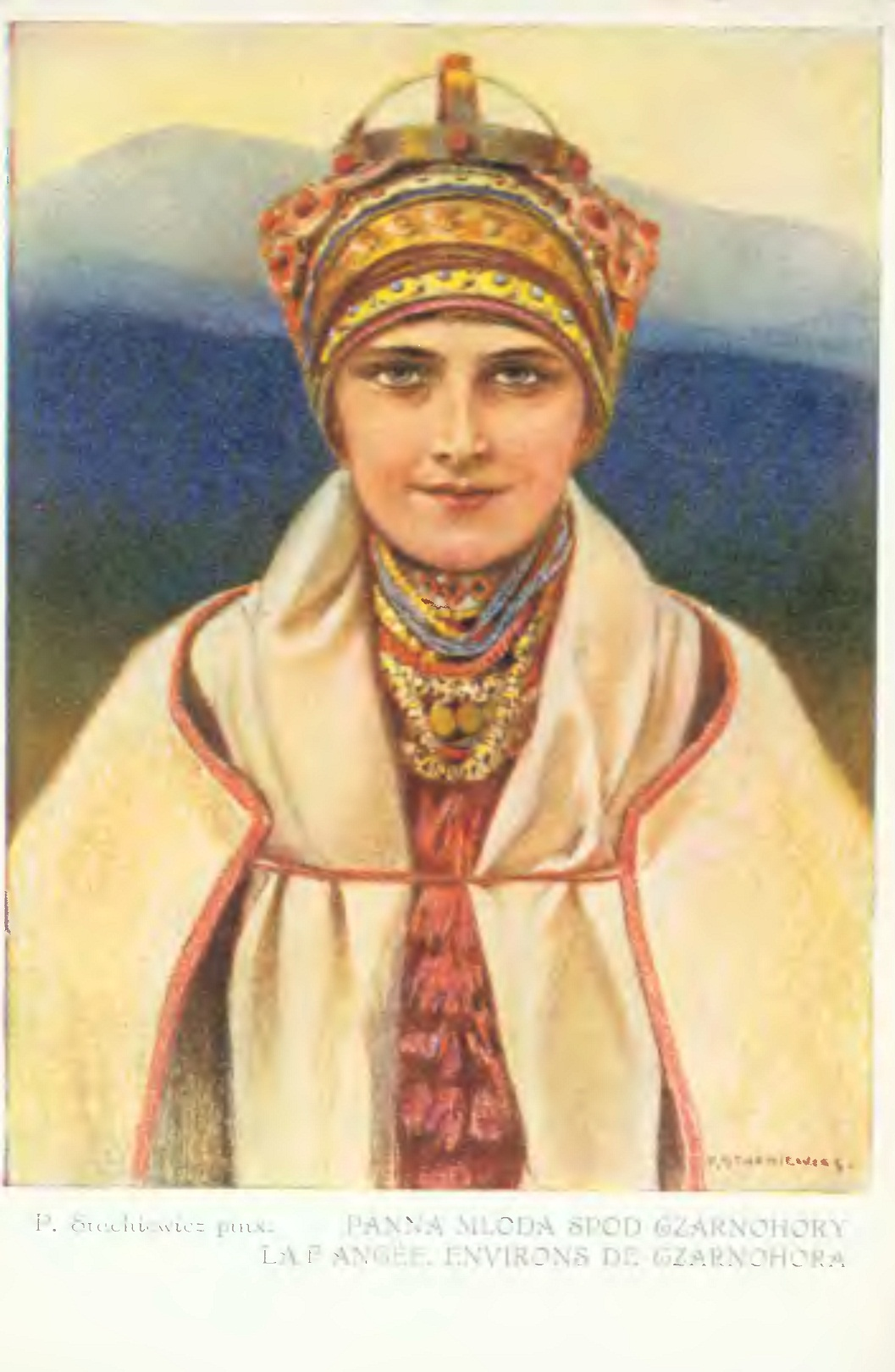
Невеста в гугле, Гуцульщина

Гу́гля (укр. ґуґля) — традиционная украинская верхняя одежда, которая напоминает плащ-корзно времен Киевской Руси.
Такая одежда была характерна для всех восточных славян XVI‒XVIII веков и по покрою представляла собой перевёрнутый мешок, с одного бока не сшитый. Подобные мешкообразные виды одежды ведут своё происхождение от повсеместно распространённых в прошлом у многих народов плащей, и сейчас сохранились как дериваты в свадебно-похоронной обрядности. По мнению кандидата искусствоведения О. Я. Фединой, гугля по форме и крою напоминает княжеский плащ-корзно времён Киевской Руси.
Шилась из белого или серого сукна, длиной приблизительно до колен. Спереди у гугли имелась либо одна застёжка, либо шнурки-завязки. Носилась гугля как поверх головы, как большой капюшон, так и на плечах.
На Буковине — удлинённая одежда из белого сукна без рукавов.
На Гуцульщине — старинная накидка невесты из белого домотканого валяного сукна, напоминающая плащ.

## В литературе
А какой вам чёрт уже так быстро всё рассказал? — Павел сплюнул. Не любил говорить о таких вещах. Привстал, гугля нараспашку, руки на груди сложил и смотрит на музыкантов.
Оригинальный текст (укр.)— А який вам біс уже так скоро все порозказував? — Павло сплюнув. Не
любив говорити про такi речi. Став собi, гугля на опашки, руки на грудях
зложив i дивиться на музики. Улас Самчук «Гори говорять!»